# Президентские выборы в Колумбии (1910)
Президентские выборы в Колумбии проходили 15 июня 1910 года в ходе Конституционного собрания. В результате победу одержал кандидат Республиканского союза Карлос Эухенио Рестрепо.

## Контекст выборов
В 1904 году президентом на 6-летний срок был избран Рафаэль Рейес, однако в июне 1909 года под давлением оппозиционных партий он ушёл в отставку и эмигрировал в Испанию. На досрочных выборах 1909 года Временным президентом был избран Рамон Гонсалес Валенсия для созыва Конституционного собрания в 1910 году.
Конституционное собрание 1910 года снизило президентский срок с 6 до 4 лет, исключило пост вице-президента и вновь ввело прямые выборы президента. Оно также избрало президента республики на срок с 1910 по 1914 годы.

## Результаты
| Кандидат                                                                    | Партия                | Голоса | %    |
| --------------------------------------------------------------------------- | --------------------- | ------ | ---- |
| Карлос Эухенио Рестрепо                                                     | Республиканский союз  | 23     | 53.5 |
| Хосе Висенте Конча                                                          | Консервативная партия | 18     | 41.9 |
| Гильермо Кинтеро Кальдерон                                                  | Либеральная партия    | 2      | 4.7  |
| Всего                                                                       | Всего                 | 43     | 100  |
| Источник: Ríos Penalosa Архивная копия от 16 ноября 2017 на Wayback Machine |                       |        |      |